# Thyna
Thyna (arabe : طينة), également orthographié Tyna ou Tina, est une ville tunisienne située à 12 kilomètres au sud de Sfax.
Rattachée administrativement au gouvernorat de Sfax, elle est au centre d'une délégation comptant 45 647 habitants en 2006 et constitue une municipalité comptant 33 419 habitants en 2014.

## Histoire
L'ancienne Thaenae constituait la cité la plus méridionale de la province romaine d'Afrique et formait l'une des extrémités du limes — l'autre étant Thabraca au nord-ouest de la Tunisie — au-delà duquel s'étendait le royaume numide en 146 av. J.-C. Elle devient une colonie sous l'empereur Hadrien (117-138). Peu de vestiges archéologiques ont été conservés mais on relève les traces de thermes, de villas, d'une basilique paléochrétienne, d'une nécropole, de cuves à salaisons, etc.

## Transport
Son nom est associé à l'aéroport international de Sfax-Thyna situé à l'ouest de la ville. Elle est traversée par la RN1 qui relie Sfax à Gabès. 

## Économie

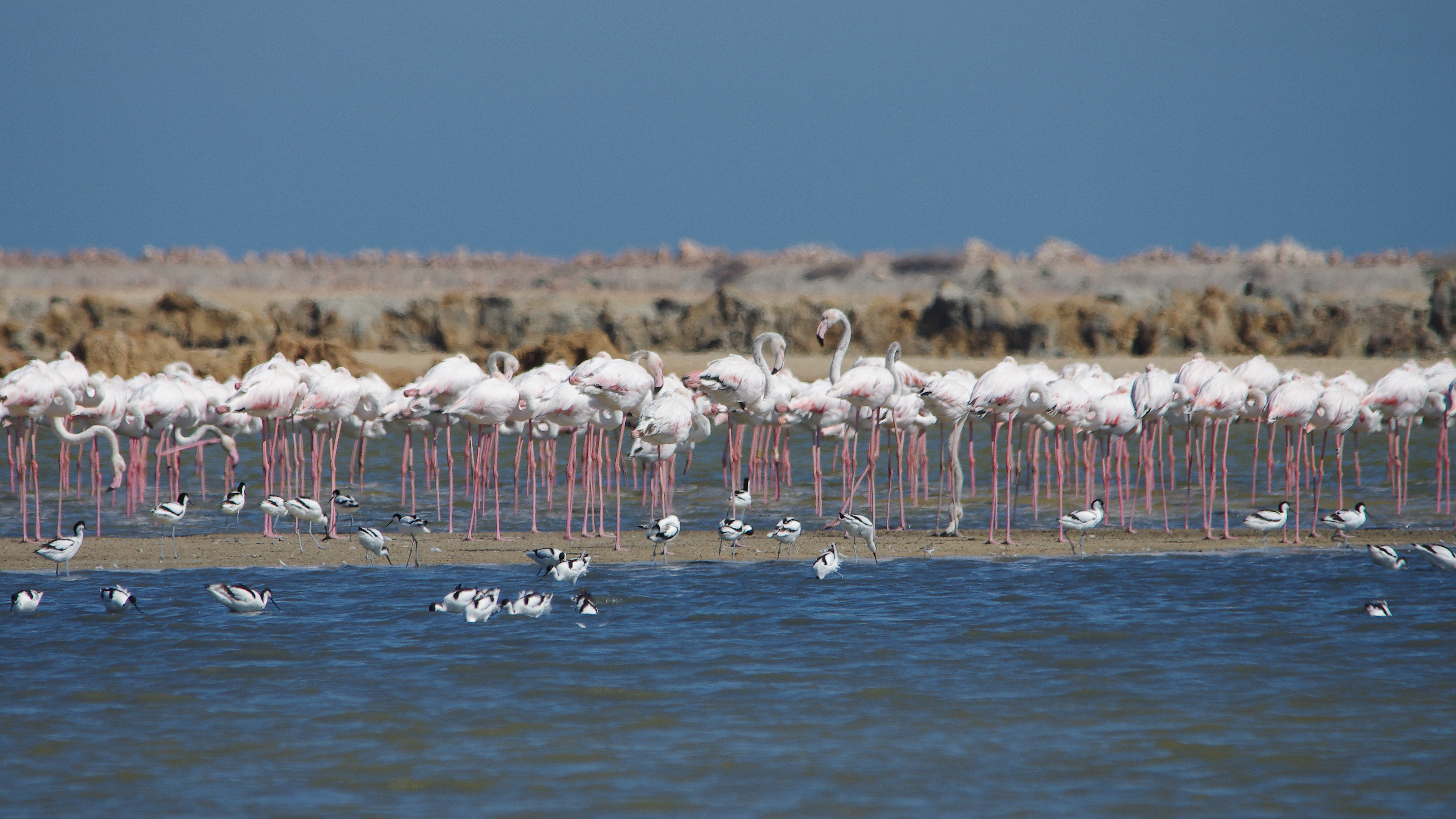
Salines de Thyna.

Une zone industrielle de 42 hectares y est opérationnelle depuis 1999.
Thyna possède également sur son territoire les deuxièmes plus grandes salines du pays (après celles de Monastir) qui s'étendent sur 1 500 hectares et produisent 300 000 tonnes de sel par an. Employant 120 personnes, elles sont exploitées par la Compagnie générale des salines de Tunisie. Ce site sert également de réserve naturelle ornithologique pour les migrations hivernales d'oiseaux.